# Ode aan de bakker
Ode aan de bakker is een muurreliëf aan de Paul Krugerkade in de Nederlandse gemeente Haarlem gemaakt door Levinus Tollenaar. Het relief is in 1963 in opdracht van Vermaat's Bakkerijen aangebracht aan de buitenmuur van hun voormalige broodfabriek.
Het reliëf beeldt van links naar rechts op abstracte wijze het productieproces van brood uit. Achtereenvolgens wordt de natuur afgebeeld, een molen, oven en versgebakken brood. Een kraaiende haan op een bakkershoorn verwijst naar het nachtwerk van de bakker en het wapen van Haarlem in baksteen completeert het geheel. Voor de opbouw van het baksteenreliëf werden kromgetrokken en gesinterde afgekeurde bakstenen op vorm en kleur geselecteerd. Ook werd gesmolten glas in allerlei kleuren toegepast.
Plannen uit 2017 voor de bouw van onder andere een appartementencomplex op de plaats van de in 2009 gesloten fabriek voorzien er in dat het kunstwerk van Tollenaar behouden zal blijven.